# Ivica Mornar
Ivica Mornar, född 12 januari 1974 i Split, Jugoslavien (nuvarande Kroatien), är en före detta kroatisk fotbollsspelare.
Ivica Mornar började sin proffskarriär hemma i Hajduk Split där han spelade fyra säsonger. Därefter gjorde han korta sejourer i bland annat Eintracht Frankfurt och Sevilla FC innan han hamnade i Standard Liège i Belgien där han fick fart på målskyttet. 2001 värvades han till konkurrenten Anderlecht där han var med och spelade i UEFA Champions League. 
2004 valde han att prova på Premier League för Portsmouth. Där lyckades han dock inte slå sig in som ordinarie. Ivica Mornar spelade för Kroatien under EM 2004 och han har totalt spelat 22 A-landskamper.